# Орден Трудового Красного Знамени (ВНР)
Орден Трудового Красного Знамени — государственная награда Венгерской Народной Республики.

## Статут
Учрежден Законом № V в 1953 году для награждения лиц, наиболее отличившихся в развитии народного хозяйства страны, в области науки, культуры и искусства.
Носится на левой стороне груди.

## Описание

### Тип 1
Знак овальной формы голубой эмали в центре с государственным гербом в цветных эмалях образца 1949 года. От герба в краю знака расходятся золотые солнечные лучи. Края знака закрыты венком из пшеничных колосьев, в основании перевитых лентой цветов государственного флага. Верхнюю часть знака прикрывает развивающееся знамя красной эмали.
Знак при помощи кольца в вершине знака крепится к орденской ленте, сложенной треугольником.

### Тип 2
Знак ордена представляет собой красной эмали развивающееся знамя, наложенное на золотой лавровый венок. В основании венка изображение государственного герба в цветных эмалях образца 1949 года.
Знак при помощи кольца в вершине венка крепится к орденской ленте, сложенной треугольником.

### Тип 3
Знак ордена представляет собой красной эмали развивающееся знамя, наложенное на золотой лавровый венок. В основании венка изображение государственного герба в цветных эмалях образца 1957 года.
Знак при помощи кольца в вершине венка крепится к орденской ленте, сложенной треугольником.

### Лента
Лента ордена всех типов красная муаровая с тремя полосками по центру: красная, белая, зелёная, обременённых тонкими белыми полосками по краям.

### Миниатюра
Для повседневного ношения используется орденская планка, представляющая собой прямоугольную металлическую пластину, обтянутую орденской лентой с прикреплённым миниатюрным знаком ордена соответствующего типа.

## Награждения
- В 1986 году орденом Трудового Красного Знамени Венгерской Народной Республики награждён коллектив Объединённого института ядерных исследований.